# Syr-daria
Syr-daria (w starożytności Jaksartes, Ἰαξάρτης) – rzeka w Uzbekistanie Tadżykistanie i Kazachstanie. Długość 2212 km, powierzchnia dorzecza 219 tys. km². 
Powstaje z połączenia rzek Naryn i Kara-daria (jej długość od źródeł Narynu wynosi 3019 km; tym samym jest po Wołdze drugą co do długości rzeką na świecie, która kończy swój bieg, uchodząc do jeziora). Jest 21. pod względem długością rzeką świata. Przepływa przez Kotlinę Fergańską oraz wschodnią część pustyni Kyzył-kum. Rzeka uchodzi deltą do Jeziora Aralskiego.